# Absolute Music 9
Absolute Music 9 er en kompilation i serien Absolute Music udgivet den 15. september 1995. Nogle af sangene udkom senere på The Best Of Absolute Music 7-8-9.

## Spor
1. Me & My – "Dub – I – Dub"
2. Take That – "Back For Good"
3. Nightcrawlers – "Surrender Your Love"
4. Rednex – "Wish You Were Here"
5. Londonbeat – "Build It With Love"
6. Cut'N'Move – "I'm Alive"
7. M People – "Search For The Hero"
8. Edwyn Collins – "A Girl Like You"
9. Seal – "Kiss From A Rose"
10. Olivia Newton-John – "No Matter What You Do"
11. Duran Duran – "Perfect Day"
12. Michael Learns To Rock – "Someday"
13. Smokie – "Who The F..k Is Alice?"
14. Robson Green & Jerome Flynn – "Unchained Melody"
15. Dave Stewart – "Jealousy"
16. La Bouche – "Fallin' In Love"
17. Shaggy – "In The Summertime"
18. Annie Lennox – "A Whiter Shade Of Pale"